# 大島久見
大島 久見（おおしま ひさみ、1915年（大正4年）1月23日 - 2004年（平成16年）2月3日）はシテ方観世流の能楽師で、重要無形文化財総合認定保持者である。

## 来歴
父は喜多流職分の大島寿太郎。広島県出身。1932年（昭和7年）福山誠之館中学校（現広島県立福山誠之館高等学校）卒業後、家元内弟子として喜多六平太 (14世)・15世喜多実両師の指導を受ける。1958年（昭和33年）以降、広島県福山市にて能楽教室（定例鑑賞能）年4回の定例能会を主宰。1971年（昭和46年）9月、3階建の「喜多流能楽堂（現・喜多流大島能楽堂）」完成。1982年（昭和57年）広島文化賞受賞。2004年（平成16年）沒、行年89歳。2016年（平成28年）福山市市制100周年記念式典にて特別栄誉賞を追贈される。嗣子は大島政允。孫は大島輝久、大島衣恵。

## 脚註